# Mariner Hill
Mariner Hill är en kulle i Antarktis. Den ligger i Västantarktis. Argentina, Chile och Storbritannien gör anspråk på området. Toppen på Mariner Hill är 671 meter över havet, eller 337 meter över den omgivande terrängen. Bredden vid basen är 2,9 km.
Terrängen runt Mariner Hill är platt åt sydost, men åt nordväst är den kuperad. Mariner Hill är den högsta punkten i trakten. Trakten är obefolkad. Det finns inga samhällen i närheten. 